# Transferkurzarbeitergeld
Das Transferkurzarbeitergeld ist ein arbeitsmarktpolitisches Instrument in Deutschland, das in § 111 SGB III (bis 31. März 2012: § 216b SGB III a.F.) definiert ist.
Transferkurzarbeitergeld hat das Ziel, Entlassungen von Arbeitnehmern und den Bezug von Arbeitslosengeld zu vermeiden sowie die Vermittlungsaussichten während der Beschäftigung in einer Transfergesellschaft zu verbessern. Insofern dient es der sozialen Abfederung betrieblicher Restrukturierungsprogramme. Ziel ist möglichst der Transfer aus Arbeit in Arbeit („job to job“). Die von Kurzarbeit betroffenen Arbeitnehmer erhalten das Transferkurzarbeitergeld als Entgeltersatzleistung. Anspruchsinhaber sind Arbeitnehmer selbst, der Antrag auf das Transferkurzarbeitergeld muss aber nach § 323 Abs. 2 SGB III vom Arbeitgeber oder vom Betriebsrat gestellt werden. Die Leistung wird von der Bundesagentur für Arbeit erbracht.
Anders als beim herkömmlichen Kurzarbeitergeld muss ein Arbeitnehmer „von einem dauerhaften unvermeidbaren Arbeitsausfall mit Entgeltausfall“ betroffen sein – beispielsweise bei der Insolvenz des Arbeitgebers. Erforderlich ist zudem, dass sich der Arbeitgeber und der Betriebsrat von der Bundesagentur für Arbeit vor der Vereinbarung von Transfermaßnahmen beraten lassen. Die vorherige Beratung ist eine zwingende Leistungsvoraussetzung.
Das Transferkurzarbeitergeld wird für einen Zeitraum von maximal 12 Monaten gezahlt. Während des Bezugs von Transferkurzarbeitergeld muss der Arbeitgeber dem Arbeitnehmer Vermittlungsvorschläge bezüglich einer neuen Beschäftigung machen.
Jeden Monat erhalten in Deutschland ca. 10 000 und 35 000 Arbeitnehmerinnen und Arbeitnehmer Transferkurzarbeitergeld.

## Entwicklungsgeschichte

### 1989
Zur Abwendung von Massenentlassungen im Steinkohlebergbau und in der Eisen- und Stahlindustrie wird zum 1. Januar 1989 das sogenannte Struktur-Kurzarbeitergeld eingeführt (§ 63 Absatz 4 Arbeitsförderungsgesetz).
Anders als das reguläre, das sogenannte „konjunkturelle“ Kurzarbeitergeld, wird Struktur-Kurzarbeitergeld auch dann gezahlt, wenn der Arbeitsausfall dauerhaft ist und den Arbeitnehmern die Arbeitsplätze sowie dem Betrieb die eingearbeiteten Arbeitnehmer nicht erhalten bleiben. Voraussetzung für die Leistung ist, dass der Betrieb den in einer betrieblichen Einheit zusammengefassten Arbeitnehmern eine berufliche Qualifizierung ermöglicht.
Mit dem Struktur-Kurzarbeitergeld erhalten die Beschäftigten eines Betriebes eine Lohnersatzleistung für die Zeit, in der sie von der Arbeitsleistung freigestellt sind und keinen Anspruch auf Arbeitsentgelt haben.
Die Regelung wird kritisch betrachtet, weil sie auf bestimmte Wirtschaftszweige beschränkt ist, nämlich solche, deren Lage sich schwerwiegend strukturell verschlechtert hat. Das Vorliegen dieser Anspruchsvoraussetzung ist zudem schwer zu beurteilen.

### 1990
Von 1990 bis 1992 erhalten im Beitrittsgebiet bis zu zwei Millionen Menschen im Monat (April 1991) Kurzarbeitergeld, die meisten davon Struktur-Kurzarbeitergeld. Das Instrument besteht damit eine Bewährungsprobe, die ihm bei seiner Einführung zu Beginn des Jahres 1989 niemand zugedacht haben konnte. Die Förderung leistet einen Beitrag zur Wahrung des sozialen Friedens bei der Wiederherstellung der Einheit Deutschlands. Vielen Beschäftigten maroder Staatsbetriebe im Beitrittsgebiet bleibt der sofortige Gang zum Arbeitsamt erspart, viele finden noch während der Kurzarbeit eine neue Beschäftigung.

### 1998
Am 1. Januar 1998 tritt das Sozialgesetzbuch Drittes Buch (SGB III) in Kraft und löst das aus dem Jahr 1969 stammende Arbeitsförderungsgesetz ab. Die Regelung über das Struktur-Kurzarbeitergeld wird als § 175 in das SGB III übernommen. In der Begründung zum Gesetzentwurf bezieht sich die Bundesregierung auf positive Erfahrungen mit der Nutzung der Vorgängerleistung, die eine wichtige Aufgabe bei der Vermeidung von Massenentlassungen erfüllt habe.
Mit Überführung des Förderungsinstruments in das SGB III wird ein Schwachpunkt beseitigt: Die Beschränkung auf bestimmte Wirtschaftszweige wird aufgehoben. Jetzt können alle Betriebe Struktur-Kurzarbeitergeld erhalten, wenn betriebliche Strukturveränderungen zur Einschränkung oder Stilllegung von Betriebsteilen und erheblichen Personalanpassungsmaßnahmen führen.
Das Struktur-Kurzarbeitergeld wird mit einer neuen Leistung ergänzt: Zuschüsse zu Sozialplanmaßnahmen (§§ 254 ff. SGB III). Betriebe, in denen bei geplanten Betriebsänderungen mit wesentlichen Nachteilen für die Belegschaft ein Sozialplan vereinbart wird, können danach Zuschüsse zum Sozialplan erhalten, wenn die Mittel des Sozialplans beschäftigungswirksam genutzt werden. Damit sollen Anreize geschaffen werden, in Sozialplänen Maßnahmen zur Vermeidung von Arbeitslosigkeit anstelle von Abfindungen vorzusehen. Förderungsfähig sind z. B. Weiterbildungsmaßnahmen, durch die Arbeitnehmer auf Tätigkeiten mit guten Beschäftigungsaussichten vorbereitet werden. Zuschüsse zu Sozialplanmaßnahmen sind auf die Zeit vor dem Ende des Arbeitsverhältnisses gerichtet, in der die Arbeitnehmer noch im Betrieb sind. Durch die Förderung soll der Transfer von zur Entlassung vorgesehenen Beschäftigten zu einem neuen Betrieb unterstützt und der Eintritt von Arbeitslosigkeit damit möglichst ganz vermieden werden.
Von September 1998 bis August 2000 führt das Institut Arbeit und Technik im Wissenschaftszentrum Nordrhein-Westfalen im Auftrag des Instituts für Arbeitsmarkt- und Berufsforschung der Bundesagentur für Arbeit eine Begleitforschung zu Sozialplanzuschüssen durch und vergleicht die Förderung mit entsprechenden Instrumenten in Österreich sowie Frankreich. Die Studie gibt folgenden Hinweis, der bei einer späteren Gesetzesänderung Berücksichtigung finden wird:
„Die Lösung des Transfermanagements aus der quasi-privaten Sphäre des einzelnen Betriebes und Sozialplans bzw. ‚seiner‘ Transfergesellschaft ist die Voraussetzung für Professionalisierung, für die Herstellung von Transparenz und die Herausbildung von Qualitätskriterien hinsichtlich der Fördermaßnahmen.“
Die Untersuchung kommt zu folgender Feststellung:
„Tatsächlich ist es […] so, dass die Teilnehmer von Transfermaßnahmen eine intensivere und vor allem raschere Förderung erfahren als sie sie zu erwarten hätten, wenn sie sich nur einfach beim Arbeitsamt melden würden. Man kann nicht einerseits betriebliche Mittel für die Arbeitsförderung bei Personalanpassung mobilisieren und andererseits nicht akzeptieren wollen, dass diese Mittel dann auch den Betroffenen mehr oder weniger unmittelbar zugute kommen. Wenn dadurch Haushaltsmittel eingespart werden, die anderenfalls für spätere Maßnahmen aufgewendet werden müssten, profitiert auch die Allgemeinheit.“

### 2004
Mit einer zum 1. Januar 2004 in Kraft tretenden Gesetzesänderung werden Struktur-Kurzarbeitergeld und Zuschüsse zu Sozialplanmaßnahmen im SGB III weiterentwickelt. Die überarbeiteten Regelungen finden sich nun als §§ 216a und 216b in einem neu geschaffenen Abschnitt des SGB III: „Transferleistungen“. Das Ziel der Änderungen wird wie folgt beschrieben:
„Durch eine bessere Abstimmung und verstärkte Vermittlungsorientierung beider Instrumente soll in Zukunft noch häufiger Vermittlung aus Arbeit in Arbeit unter Vermeidung einer Zwischenphase der Arbeitslosigkeit ermöglicht werden. […] Zur Verdeutlichung der Vermittlungsziele werden die Instrumente umbenannt: Zuschüsse zu Sozialplanmaßnahmen werden zu Transfermaßnahmen und Struktur-Kurzarbeitergeld wird zu Transferkurzarbeitergeld.“
Einmal mehr wird mit der Gesetzesbegründung festgestellt, dass sich das Struktur-Kurzarbeitergeld bewährt hat.
Neuerungen beim Transferkurzarbeitergeld:
- Eine Erheblichkeit des Arbeitsausfalles wird nicht mehr gefordert.
- Auf das bisherige Merkmal der Strukturkrise, die eine Betriebsänderung nach sich ziehen musste, wird künftig verzichtet. Damit wird das Instrument zur Begleitung aller betrieblichen Restrukturierungsprozesse geöffnet.
- Fehlanreize zur Frühverrentung werden beseitigt, aktivierende Elemente des alten Instrumentes weiter gestärkt.

Neuerungen bei Transfermaßnahmen:
- Das Instrument Transfermaßnahmen wird entfristet und als reguläre Förderung übernommen.
- Auf Leistungen zur Förderung von Transfermaßnahmen besteht nun ein Rechtsanspruch.
- Transfermaßnahmen müssen künftig von einem Dritten durchgeführt werden.
- Die Anwendung eines Qualitätssicherungssystems wird verpflichtend eingeführt.
- Die Vorschaltung einer Feststellung der beruflichen Kenntnisse und Eingliederungschancen (Profiling) wird ebenfalls verpflichtend.

Eine von der Wolfgang-Heinze-Stiftung herausgegebene Studie zu Transfermaßnahmen kommt im Jahr 2008 zu dem Ergebnis, dass in den untersuchten Fällen mehrheitlich Transfer- und Qualifizierungsgesellschaften effektiver und effizienter als die Agenturen für Arbeit vermitteln und beraten. Weniger zufriedenstellende Ergebnisse seien nur in Fällen festgestellt worden, in denen die Geschäftsleitung kein Interesse gehabt habe, die Arbeit der Transfer- und Qualifizierungsgesellschaft kritisch zu begleiten, es am Informationsaustausch gefehlt und der Transferträger keine Transparenz gewährleistet habe.

### 2011
Zu Beginn des Jahres 2011 werden die Regelungen zu Transferleistungen ein weiteres Mal modifiziert. In der Begründung zur Gesetzesänderung heißt es:
„Als Auswirkung der Wirtschaftskrise wie auch im Zuge der Globalisierung finden in den unterschiedlichsten Wirtschaftszweigen Anpassungsprozesse statt, die strukturverändernd wirken und zu Personalabbau führen. Für diese Problemlage bietet das Arbeitsförderungsrecht mit den Transferleistungen eine adäquate Lösung.“
Künftig müssen die Betriebsparteien sich schon vor der Entscheidung über die Durchführung von Transfermaßnahmen und Transferkurzarbeit durch die Agentur für Arbeit beraten lassen. Vom Personalabbau betroffene Arbeitnehmer in Transfergesellschaften müssen sich jetzt bei der Agentur für Arbeit arbeitsuchend melden. Diese führt eine Potenzialanalyse durch, berät und beginnt parallel zu Transferleistungen frühzeitig mit der Vermittlung.

### 2012
Zu Beginn des Jahres 2012 wurde eine Erfolgsprämie für Transferträger eingeführt, um die „Job-to-Job-Vermittlung“ zu stärken. Nach einer Übergangsfrist dürfen ab dem Jahr 2013 zudem nur noch von einer fachkundigen Stelle zertifizierte Transferträger geprüfte und zugelassene Maßnahmen durchführen.